# SS Arabic (1902)
O SS Arabic foi um navio de passageiros britânico operado pela White Star Line e construído pelos estaleiros da Harland and Wolff em Belfast. No dia 19 de agosto de 1915, durante a Primeira Guerra Mundial, ele foi afundado pelo submarino alemão SM U-24 a 80 km ao sul de Kinsale, causando um incidente diplomático.

## Construção

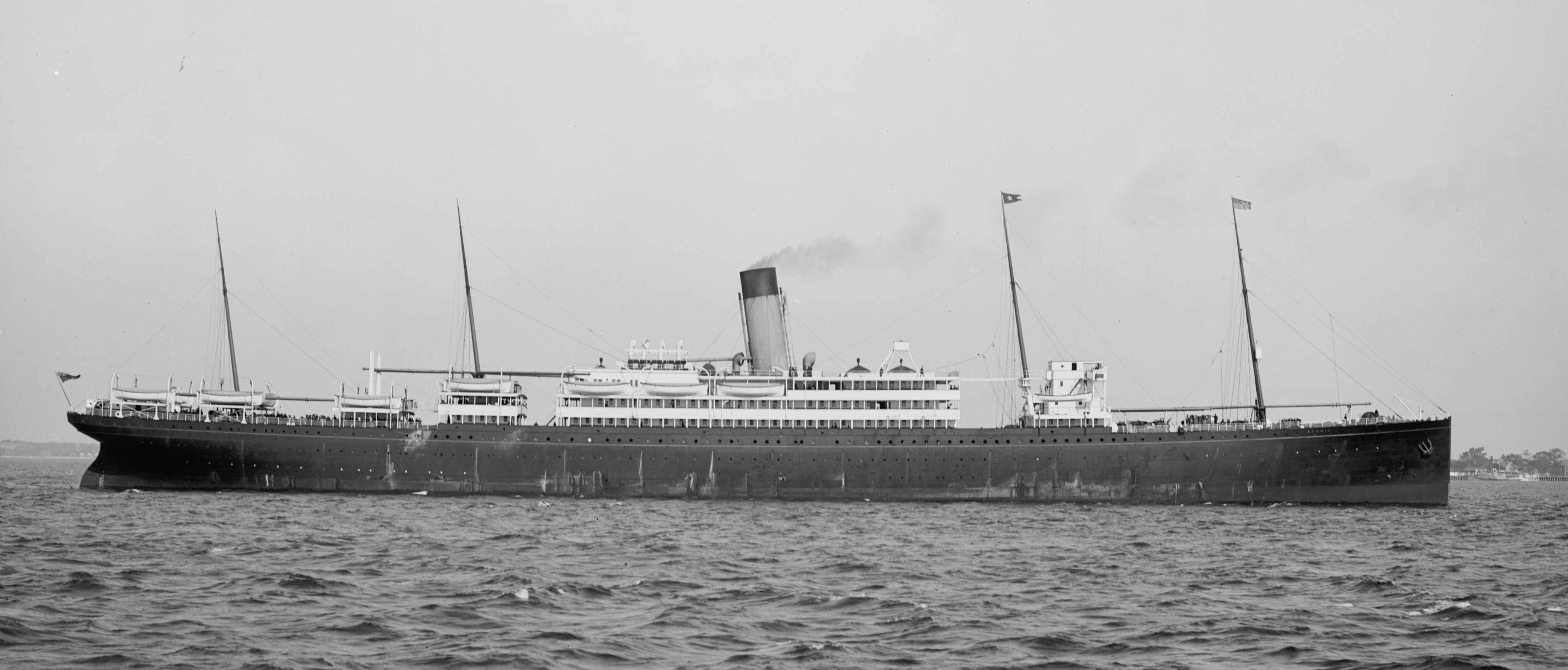
O Arabic em 1905.

O Arabic, originalmente chamado de Minnewaska, foi um dos quatro navios encomendados pela Atlantic Transport Line (ATL), mas foi vítima de uma recessão e da racionalização na construção naval após a incorporação da ATL em 1902 à International Mercantile Marine Company, sendo transferido para a White Star Line e renomeado para Arabic antes de sua conclusão nos estaleiros da Harland and Wolff em Belfast. Ele foi extensivamente modificado antes de seu lançamento, com uma nova acomodação sendo adicionada, o que estendeu sua superestrutura. A embarcação poderia acomodar 200 passageiros de primeira classe e 1000 de terceira classe.

## Carreira
O Arabic iniciou sua viagem inaugural de Liverpool para Nova Iorque via Queenstown em 26 de junho de 1903, chegando em Nova Iorque em 5 de julho.
Ele passou a maior parte de sua vida operando entre Liverpool, Queenstown e Nova Iorque, mas também operava ocasionalmente entre Liverpool e Boston. Em 1903, seu alojamento de primeira classe foi readaptado como segunda classe e foram acrescentados botes salva-vidas extras em decorrência aos novos regulamentos instituídos após a perda do RMS Titanic, retomando sua operação entre Liverpool e Nova Iorque no fim de 1914.

## Naufrágio

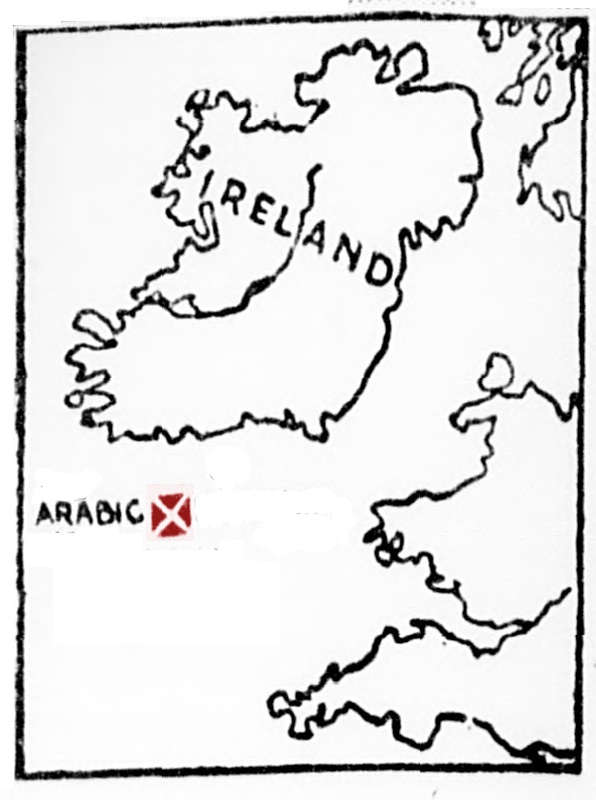
Mapa comtemporâneo com a localização dos destroços, marcado com uma cruz vermelha.

Em 19 de agosto de 1915, durante uma travessia entre Liverpool e Nova Iorque, o Arabic foi afundado pelo U-24 a 80 quilômetros ao sul de Kinsale. O Arabic estava navegando em ziguezague, fazendo com que o capitão do U-24 interpretasse a ação como uma tentativa de bater em seu submarino. Ele disparou um único torpedo que atingiu a popa do Arabic; a embarcação afundou em apenas 10 minutos, matando 44 passageiros e tripulantes, dos quais 3 eram americanos. Em 22 de agosto, o assessor de imprensa do presidente Wilson, dos EUA, divulgou uma declaração afirmando que a equipe da Casa Branca estava especulando sobre o que fazer se a investigação do naufrágio do Arabic indicasse um ataque deliberado da Alemanha. Caso fosse verdade, havia especulações de que os EUA cortariam relações com a Alemanha, enquanto, se não fosse verdade, as negociações seriam possíveis.
Ao mesmo tempo, o secretário de Estado dos EUA, Robert Lansing, aprovou a sugestão do secretário adjunto Chandler Anderson para realizar uma reunião com o embaixador alemão Johann Heinrich von Bernstorff, a fim de explicar informalmente que se a Alemanha abandonasse a guerra submarina, a Grã-Bretanha seria a única violadora dos direitos americanos. Anderson conheceu Bernstorff no Hotel Ritz-Carlton, em Nova Iorque, e informou a Lansing que Bernstorff reconhecera imediatamente a vantagem de responsabilizar a Grã-Bretanha por atos ilegais, a menos que a Grã-Bretanha encerrasse sua zona de guerra.
Após o incidente do Arabic, o chanceler alemão Theobald von Bethmann-Hollweg e o ministro das Relações Exteriores Gottlieb von Jagow decidiram contar aos americanos suas ordens secretas de 1 de junho e 5 de junho, no qual instruíram os comandantes de submarinos a não torpedear navios de passageiros sem aviso prévio.
Berthmann-Hollweg e von Jagow também procuraram a aprovação da Marinha Imperial Alemã para poupar todos os navios de passageiros de ataques submarinos; esta proposta irritou o almirante alemão Alfred von Tirpitz. Em 28 de agosto, a Marinha Imperial emitiu novas ordens para os comandantes de submarinos. As novas ordens afirmavam que, todos os navios de passageiros só poderiam ser afundados após o aviso prévio e resgate de passageiros e tripulantes.